# Khemmis
Khemmis je američki doom metal-sastav iz Denvera.

## Povijest sastava
Osnovan je 2012. godine te je nazvan prema starom egipatskom gradu, koji se danas zove Akhmim. Iduće godine samostalno objavljuju svoj prvi EP Khemmis, nakon čega potpisuju za diskografsku kuću 20 Buck Spin. Potom u suradnji s producentom Daveom Oterom, poznatom po radu sa sastavima Allegaeon, Cattle Decapitation, Cobalt i dr. te Shaneom Howardom snimaju svoj debitantski studijski album koji je objavljen 2015. pod imenom Absolution. Već iduće godine objavljuju i drugi studijski album Hunted, koji je dobio mnoge pozitivne kritike. Časopis Decibel proglasio ga je najboljim albumom godine, a Rolling Stone ga je smjestio na 11. mjesto svoje liste najboljih 20 metal albuma godine. Godine 2017., za Decibel objavljuju singl "Empty Throne" te zatim split album sa skupinom Spirit Adrift za koji su snimili obradu pjesme "A Conversation With Death" apalačkog folk glazbenika Lloyda Chandlera. Iste godine potpisuju za diskografsku kuću Nuclear Blast za koju bi trebali objaviti svoj treći studijski album.

## Članovi sastava
Trenutačna postava
- Daniel Beiers — bas-gitara
- Zach Coleman — bubnjevi
- Phil Pendergast — vokal, gitara
- Ben Hutcherson — vokal, gitara

## Diskografija
Studijski albumi
- Absolution (2015.)
- Hunted (2016.)
- Desolation (2018.)

EP
- Khemmis (2013.)
- Doomed Heavy Metal (2020.)

Split album
- Fraught with Peril (2017.)

## Vanjske poveznice
- Službena stranica